# Örvény-kő
Az Örvény-kő, más néven: Pogányoltár, a Bükk hegység egyik vadregényes mészkő természeti képződménye, 773 méter tengerszint feletti magasságon, a Bükk-fennsík Kis-fennsík nevű részének nyugati peremén. Anyagát tekintve felső triász korból származó mészkő, változatos, oldott formakinccsel.

## Emlékoszlop
Az Örvény-kő tetején egy mészkőből készült oszlop áll, rajta a nagy mesemondó domborműves vastáblájával, melynek szövege:
Jókai Mór

a nagy magyar író

emlékére

állították e táblát a

diósgyőri turisták

1959-ben

## A szépirodalomban
„A vármegyének mappája nincs. Ha volna, sem érne semmit. Ellenben van a Bükk kellős közepén egy messze kimagasló bércorom, ami még Gömörbe is ellátszik. Azt úgy hívják, hogy „Örvénykő, Pogányoltár!”
Aki annak a sziklacsúcsnak a tetejére fölmászik, az mint egy földabroszt, úgy látja maga alatt elterülni az egész Borsod vármegyét valamennyi hegyeivel, völgyeivel, folyóival és helységeivel együtt. Akkor azután egészen könnyű föladat lesz, kikeresni a helységek közül azt, amelyiknek a neve Barátfalva.”

– Jókai Mór: A barátfalvi lévita (részlet az Itt van hát Barátfalva című fejezetéből)

„De a legnagyszerűbb tájkép-motívum volt, (melybe szerencsésen bele is buktam) maga az „Örvény-kőrül” kínálkozó panoráma. Az Örvény-kő a Bükk hegység legmagasabb pontja. Tardonából nézve havasként kimagasló sziklagerinc, de amelynek tetejébe nagy kerülővel fel lehet jutni. Ez volt rendesen a kóborlásaim végcélja. Fél nap oda, fél nap vissza, délben tüzet rakni targallyból a szikla lonkáján, pirított kenyérrel, szalonnával fejedelmi lakomát csapni, s aztán kiülve a szédületes szikla párkányára, megküzdeni a lehetetlen (nekem lehetetlen) festői feladattal.”

– Jókai Mór: A tengerszemű hölgy (részlet a Bálványosi Bálint és Rengetegi Tihamér című XI. fejezetből)